# Cake-Baly Marcelo
Cake-Baly Marcelo (Bissau-Guinea, 1958 – ) bissau-guineai származású budapesti villamosvezető, alkalmi filmszínész, eredetileg közgazdász.

## Életpályája
1976-ban érkezett Magyarországra. A Hámán Kató Közgazdasági Szakközépiskolában érettségizett. A Marx Károly Közgazdaságtudományi Egyetemen közgazdász diplomát kapott.
2005 óta dolgozik a Budapesti Közlekedési Zrt.-nél villamosvezetőként.
A 2017. január 26-án bemutatott Az állampolgár című filmdrámában Wilson szerepét játszotta.
Fia Kocsis-Cake Olivio politikus, országgyűlési képviselő (2018–2022).